# Konstanta
Konstanta (od lat. constans, genitiv constantis: nepromjenljiv, postojan) ili stalnica je veličina koja zadržava istu vrijednost tijekom nekog procesa, promjenâ drugih veličina ili okolnosti. 
Apsolutna konstanta ne mijenja se pri bilo kakvoj promjeni uvjeta, nego ima stalnu vrijednost, na primjer gravitacijska konstanta, Planckova konstanta, plinska konstanta, brzina svjetlosti. 
Relativna konstanta ovisi o promjeni veličina koje na nju utječu, dok je o svima ostalima neovisna (na primjer vrelište neke tvari konstanta je samo uz stalan atmosferski tlak). 
U matematici, konstanta je veličina u jednadžbi koja je nepromjenljiva s obzirom na zadane operacije, na primjer u funkciji:
{\displaystyle f(x)=a\cdot x+b}
a i b su konstante, a x je varijabla ili promjenjivica. Konstantnom se naziva bilo koja funkcija koja postiže samo jednu vrijednost, na primjer:
{\displaystyle f(x)=3}

## Fizikalne konstante
Fizikalna konstanta, prirodna konstanta ili stalnica je fizikalna veličina čija se vrijednost u proračunima uzima kao stalna, a može biti utvrđena definicijom, mjerenjem ili dogovorom, a pojavljuju se pri matematičkom opisivanju prirodnih zakona.
| Naziv konstante                          | Znak     | Vrijednost konstante           |
| ---------------------------------------- | -------- | ------------------------------ |
| brzina svjetlosti u vakuumu              | c0 ili c | 2,99792458·108 m·s−1           |
| dielektričnost vakuuma                   | ε0       | 8,854·10−12 C2·N−1·m−2         |
| permeabilnost vakuuma                    | μ0       | 4π·10−7 T·m·A−1                |
| impedancija vakuuma                      | Z0       | 376,73 Ω                       |
| Coulombova konstanta                     | κ        | 9·109 N·m2·C−2                 |
| Opća (Newtonova) gravitacijska konstanta | G        | 6,67·10−11 N·m2·kg−2           |
| Planckova konstanta                      | h        | 6,626·10−34 J·s                |
| Planckova duljina                        | lP       | 1,616·10−35 m                  |
| Planckova masa                           | mP       | 2,176·10−8 kg                  |
| Planckova temperatura                    | TP       | 1,417·1032 K                   |
| Planckovo vrijeme                        | tP       | 5,391·10−44 s                  |
| masa protona                             | mp       | 1,6726·10−27 kg 938,27 MeV·c−2 |
| masa neutrona                            | mn       | 1,675·10−27 kg 939,57 MeV·c−2  |
| masa elektrona                           | me       | 9,109·10−31 kg 0,511 MeV·c−2   |
| Comptonova duljina                       | λC       | 2,43·10−12 m                   |
| masa alfa-čestice                        | mα       | 6,64·10−27 kg                  |
| Bohrov polumjer                          | a0       | 5,29·10−11 m                   |
| Rydbergova konstanta                     | R        | 1,1·107 m−1                    |
| elementarni naboj                        | Qe ili e | 1,6·10−19 C                    |
| unificirana jedinica atomske mase        | u        | 1,66·10−27 kg                  |
| Avogadrova konstanta                     | NA       | 6,022·1023 mol−1               |
| molarni volumen plina                    | Vm       | 2,24·10−2 m3·mol−1             |
| Boltzmannova konstanta                   | k        | 1,38 ·10−23 J·K−1              |
| Faradayeva konstanta                     | F        | 9,649·104 C·mol−1              |
| plinska konstanta                        | R        | 8,314 J·K−1·mol−1              |
| Stefan–Boltzmannova konstanta            | σ        | 5,67·10−8 W·m−2·K−4            |
| Wienova konstanta                        | C        | 2,9·10−3 m·K                   |
| standardni atmosferski tlak              | p0       | 101325 Pa                      |
| standardna temperatura                   | T0       | 273,15 K                       |
| apsolutna nula                           | θ0       | -273,15 °C                     |
| brzina zvuka u zraku pri 20 °C           | v        | 340 m·s−1                      |
| ubrzanje Zemljine sile teže              | gn       | 9,80665 m·s−2                  |
| polumjer Zemlje                          | rZ       | 6,37·106 m                     |
| masa Zemlje                              | mZ       | 5,97·1024 kg                   |